# Germantown (ville, New York)
Pour les articles homonymes, voir Germantown.
Germantown est une ville située dans le comté de Columbia, dans l'État de New York, aux États-Unis,. En 2010, elle comptait une population de 1 954 habitants, estimée au 1er juillet 2014 à 1 906 habitants.

## Démographie
Lors du recensement de 2010, la ville comptait une population de 1 954 habitants. Elle est estimée, en 2014, à 1 906 habitants.